# アレサ・アライヴス
『アレサ・アライヴス』（Aretha Arrives）は、アメリカ合衆国の歌手アレサ・フランクリンが1967年8月に発表したスタジオ・アルバム。アトランティック・レコード移籍後としては2作目に当たる。

## 背景
「ベイビー・アイ・ラヴ・ユー」は、フランクリン初の大ヒット曲となった「貴方だけを愛して」の作者ロニー・シャノンが書き下ろした曲である。ジョー・サウスが大部分の曲に参加している。
本作のためのセッションで録音された曲のうち「It Was You」、「The Letter」、「So Soon」はアウトテイクとなり、これら3曲は2007年発売の未発表音源集『Rare & Unreleased Recordings from the Golden Reign of the Queen of Soul』に収録された。また、1967年6月23日のセッションで録音された「チェイン・オブ・フールズ」は、次作『レディ・ソウル』（1968年）に収録された。

## 反響・評価
アメリカのBillboard 200では5位に達し、『ビルボード』のR&Bアルバム・チャートでは、前作『貴方だけを愛して』（1967年）に続く自身2度目の1位獲得を果たした。本作からのシングル「ベイビー・アイ・ラヴ・ユー」は、Billboard Hot 100で4位、『ビルボード』のR&Bシングル・チャートで1位を記録。イギリスでは「ベイビー・アイ・ラヴ・ユー」が全英シングルチャートで39位を記録するが、本作は全英アルバムチャート入りを逃した。
Cub Kodaはオールミュージックにおいて5点満点中3点を付け「アルバムからのヒット曲"Baby, I Love You"に加えて、フランクリンは"Satisfaction"、"You Are My Sunshine"、 "Night Life"、"Ain't Nobody (Gonna Turn Me Around)"の強力なヴァージョンや、"96 Tears"の風変わりなカヴァーも披露している」と評している。

## 収録曲
1. サティスファクション - "(I Can't Get No) Satisfaction" (Mick Jagger, Keith Richards) - 2:38
2. ユー・アー・マイ・サンシャイン - "You Are My Sunshine" (Jimmie Davis, Charles Mitchell) - 4:23
3. ネヴァー・レット・ミー・ゴー - "Never Let Me Go" (Joseph Wade Scott) - 2:54
4. 96ティアーズ - "96 Tears" (Rudy Martinez) - 2:21
5. プルーヴ・イット - "Prove It" (Randy Evretts, Horace Ott) - 2:59
6. ナイト・ライフ - "Night Life" (Willie Nelson, Walt Breeland, Paul Buskirk) - 3:13
7. ザッツ・ライフ - "That's Life" (Dean Kay, Kelly Gordon) - 3:28
8. アイ・ワンダー - "I Wonder" (Cecil Gant, Raymond Leveen) - 4:24
9. エイント・ノバディ - "Ain't Nobody (Gonna Turn Me Around)" (Carolyn Franklin) - 2:36
10. ゴーイング・ダウン・スロウ - "Going Down Slow" (Traditional / arr. by Aretha Franklin) - 4:32
11. ベイビー・アイ・ラヴ・ユー - "Baby I Love You" (Ronnie Shannon) - 2:36

## 参加ミュージシャン
- アレサ・フランクリン - ボーカル(all)、ピアノ(#2, #3, #4, #6, #8, #9, #10)
- スプーナー・オールダム - ピアノ(#1)、オルガン(#2, #4, #6, #9, #10, #11)、ヴィブラフォン(#3)、エレクトリックピアノ(#5, #7, #8, #11)
- トルーマン・トーマス - オルガン(#1, #3)
- ジミー・ジョンソン - エレクトリック・ギター(#1, #2, #4, #5, #6, #8, #9, #10, #11)、アコースティック・ギター(#3, #8)
- ジョー・サウス - エレクトリック・ギター(#1, #2, #4, #5, #6, #9, #10, #11)
- トミー・コグビル - ベース
- ロジャー・ホーキンス - ドラムス
- テッド・ソマーズ - ヴィブラフォン(#5, #7)
- キング・カーティス - テナー・サックス(#1, #2, #4, #7, #9, #10, #11)
- チャーリー・チャーマーズ - テナー・サックス(#1, #2, #4, #7, #9, #10, #11)
- ウィリー・ブリッジズ - バリトン・サックス(#1, #2, #4, #7, #9, #10, #11)
- メルヴィン・ラスティ - トランペット( #1, #2, #4, #7, #9, #10, #11)
- トニー・スタッド - バストロンボーン( #1, #2, #4, #7, #9, #10, #11)
- キャロリン・フランクリン - バッキング・ボーカル(#2, #4, #7, #11)
- アーマ・フランクリン - バッキング・ボーカル(#2, #4, #7, #11)
- スウィート・インスピレーションズ - バッキング・ボーカル(#5, #9)
- ジーン・オーロフ - ストリングス指揮
- アリフ・マーディン - アレンジ
- トム・ダウド - アレンジ
- ラルフ・バーンズ - アレンジ（ストリングス、フレンチ・ホルン）